# Freddy klarar biffen
Freddy klarar biffen är en svensk komedifilm från 1968 i regi av Ragnar Frisk. I rollerna ses bland andra Carl-Gustaf Lindstedt, Arne Källerud och Julia Cæsar.

## Om filmen
Inspelningen ägde rum under 1968 i Svensk Talfilms lokaler i Täby samt på Viks slott i Uppland efter att manus av Lennart Ekström. Fotograf var Max Wilén och filmen klipptes senare ihop av Arne Löfgren. Musiken komponerades av Charles Redland. Filmen premiärvisades den 28 oktober 1968 på ett flertal biografer runt om i Sverige. Den var 81 minuter lång, i färg och barntillåten.

## Handling
Slottsherren Gustaf Fredrik Bock von Gneising anser att sonen Freddy inte ägnar sig åt någon hederlig sysselsättning och inackorderar därför honom hos faster Agda.

## Rollista
- Carl-Gustaf Lindstedt – godsägare Gustaf Fredrik Bock von Gneising
- Arne Källerud – Sven "Farsan" Svensson, överkonstapel
- Julia Cæsar – faster Agda, Gustaf Fredriks syster
- Tomas Bolme – Freddy Bock von Gneising, godsägarens son
- Hans Lindgren – Armas Svalemo, försäljningschef
- Karl-Arne Holmsten – Karl Georg Haspling, redaktör
- Carl-Axel Elfving	– Pingis, pressfotograf
- Rolf Bengtsson – Tjocken, pressfotograf
- Sten Ardenstam – Snö-Figge, knarklangare
- Gösta Prüzelius – godsägare Manfred Marsing
- Suzanne Hovinder – Mona Marsing, hans dotter
- Hans Wahlgren – Peter Marsing, hans son
- Sven Holmberg – Lucius Waggelin, konservfabrikant
- Caroline Christensen – Elsa Maria Bock von Gneising, Gustaf Fredriks fru
- Gunnar "Knas" Lindkvist – bensinmacksföreståndare
- Gus Dahlström – trädgårdsmästare
- Börje Mellvig – direktör på Axel Bollmans Annonsbyrå
- Sten Mattsson – motorcyklist
- Gunilla Dahlman – en växeltelefonist
- Lars Lennartsson – en rockvaktmästare
- Nini Källhager – hotellgäst
- Tomas von Brömssen – "piraten" på festen

## Mottagande
Filmen fick negativ i pressen när den kom ut. Tidningen Expressens recensent skrev "Egentligen finns bara en sak att säga om Ragnar Frisks senaste. Undvik den. Ta en kvällspromenad i stället och köp korv för pengarna."

### Fotnoter
1. 1 2 3 4  ”Freddy klarar biffen”. Svensk Filmdatabas. http://sfi.se/sv/svensk-filmdatabas/Item/?itemid=4818&type=MOVIE&iv=Basic&ref=/templates/SwedishFilmSearchResult.aspx?id%3d1225%26epslanguage%3dsv%26searchword%3dfreddy+klarar+biffen%26type%3dMovieTitle%26match%3dBegin%26page%3d1%26prom%3dFalse. Läst 6 april 2013.